# Batalla de Montecassino
La batalla de Montecassino (també coneguda com la batalla per Roma i la batalla per Cassino) va ser una sèrie de quatre dures batalles durant la Segona Guerra Mundial, barallades pels Aliats amb la intenció de travessar la Línia Gustav, i prendre Roma.
Al començament de 1944 la part oest de la Línia Gustav, el pivot principal se situava en els escarpats pendents de Monte Cassino, estava sostinguda pels alemanys que tenien posicions en les valls dels rius Ràpid Liri (o Garigliano) i alguns pics i penyals propers, encara que no en la històrica Abadia de Montecassino, fundada l'any 524 per Benet de Núrsia, encara que sí que comptaven amb posicions de defensa en els escarpats pendents per sota de les parets de l'abadia. El 15 de febrer el monestir, que estava emplaçat sobre un morro que avançava cap al poble de Cassino, va ser bombardejat per avions nord-americans B-17, B-25, i B-26, resultant completament destruït, encara que gairebé tots els còdexs i manuscrits d'un valor incalculable i obres d'art havien estat enviats per Julius Schlegel al Vaticà i va poder salvar el substancial. L'endemà passat del bombardeig, paracaigudistes alemanys es van atrinxerar entre les ruïnes per defensar-les. Entre el 17 de gener al 18 de maig, el turó va ser atacat quatre vegades per les tropes aliades. Aquestes accions van ocasionar la mort de 54.000 soldats aliats i 20.000 soldats alemanys.

## Antecedents

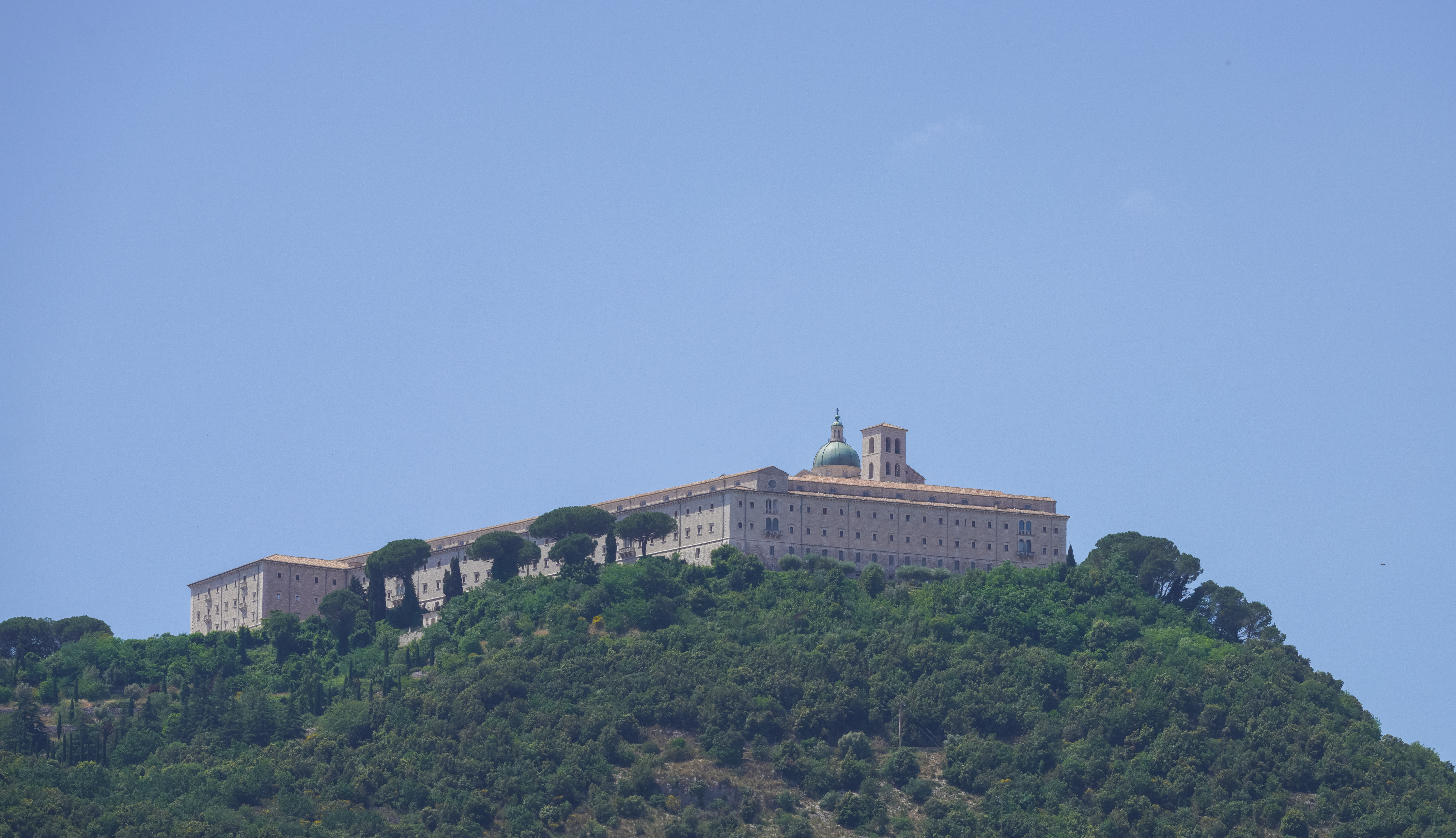
L'abadia de Montecassino, dalt del puig homònim

Els desembarcaments dels aliats en Salerno i Tàrent el setembre de 1943 van continuar amb el lògic avanç cap a Roma. No obstant això, l'avanç va ser lent, de manera que aquesta campanya es va assemblar als camps de batalla de la Primera Guerra Mundial a causa del difícil terreny de la península Itàlica, ideal perquè la Wehrmacht s'atrinxerés en les seves defenses.
Els principals camins des de Nàpols, el quarter general aliat, fins a Roma passaven a través de la vall del riu Liris o per la costa oest d'Itàlia. No obstant això, l'entrada de la vall estava bloquejada per un turó, al centre del qual s'alçava el poble de Cassino. El punt més alt del turó (1.100 metres) va ser triat per la Wehrmacht per detectar qualsevol moviment aliat, així com dirigir l'artilleria contra ells amb precisió. Precisament en aquest punt es trobava l'abadia de Montecassino. Després de la guerra els alemanys van negar rotundament haver utilitzat el monestir com fortalesa, si bé algunes unitats aliades van declarar el contrari. La veritat és que durant la batalla el monestir va ser destruït, i llavors els alemanys van utilitzar les ruïnes de l'edifici per protegir-se.

## Atacs inicials
El primer atac es va iniciar el 4 de gener de 1944, amb resultats adversos per les tropes aliades. El 15 de febrer els bombarders aliats van destruir el monestir i van iniciar el segon atac amb el mateix resultat. Després de bombardejar de nou el que quedava de l'edifici religiós, la infanteria aliada va reiniciar l'atac el 15 de març. El 25 de març els aliats van reconèixer la seva momentània derrota i van desistir. Les baixes aliades totals van ser de 54.000 homes, sense resultats positius.
La decisió de bombardejar l'abadia de Montecassino va ser presa pel comandant neozelandès Bernard Freyberg, obtenint la conformitat dels seus superiors. El 15 de febrer de 1944 els B-17 van llançar 2.500 tones de bombes sobre l'Abadia de Montecassino arrasant-lo. Immediatament la Wehrmacht va utilitzar la runa per fortificar la seva línia defensiva. Abans del bombardeig, la irreemplaçable biblioteca de la monestir juntament amb altres tresors artístics van ser enviats al Vaticà pels alemanys i van sobreviure a la batalla.
Impacients per assolir Roma, els Aliats va organitzar un desembarcament a Anzio i Nettuno, al sud de la capital, intentant deixar a la seva esquena a Montecassino. No obstant això la resistència que van trobar va ser més gran de l'esperada, i les tropes aliades van quedar atrapades en una bossa.

## Quart atac
L'últim atac contra Montecassino va ser portat a terme pel Segon Cos polonès del general Władysław Anders i la Quarta Divisió índia. Un membre d'aquesta última divisió va rebre la Creu Victòria, per la seva ajuda a capturar l'artilleria enemiga.
El primer assalt (11 de maig al 12 de maig) va causar enormes baixes aliades, però el Vuitè Exèrcit britànic va aconseguir travessar les línies enemigues, aconseguint assolir la vall del Riu Liris, just sota el monestir.
El segon assalt (17 de maig - 19 de maig) va causar enormes baixes en les files poloneses, però la Quarta Divisió marroquina (del Cos Expedicionari Francès, al comandament del general Alphonse Juin) va aconseguir empènyer a la 1a Divisió de Paracaigudistes alemanys fora de les seves posicions als turons, que van rendir les ruïnes del monestir. Gràcies a aquest empenta francesa, el matí del 18 de maig, l'avantguarda polonesa va ocupar el monestir, que ja havia estat abandonat.
La captura de l'Abadia de Montecassino va permetre l'avanç aliat a Roma i va alliberar les tropes atrapades en Anzio: La capital italiana va caure el 4 de juny de 1944.
El govern polonès en exili va crear una condecoració anomenada Creu de Montecassino per premiar els soldats que van participar en aquesta campaña. A més un cementiri polonès va ser construït al nord-est del monestir.
El 1943 el Comandament Aliat va decidir atacar la Línia Gustav alemanya per obrir-se camí cap al nord de la península Italiana, cap Roma. Per obligar els defensors de la Línia a abandonar les seves posicions, es va planejar un desembarcament darrere d'aquestes posicions, en Anzio. Els generals aliats Harold Alexander i Mark Wayne Clark s'enfrontaven a Albert Kesselring, qui estava fent un extraordinari treball en la defensa Itàlia, contenint i retardant l'avanç enemic en inferioritat numèrica i sota total superioritat aèria i naval enemiga.
La idea era desembarcar diverses divisions en Anzio a esquena de la Línia Gustav de manera que obligués a aixecar la línia i retrocedir cap a Roma. El desembarcament es faria de forma simultània amb un massiu atac frontal a la Línia Gustav intentant les forces de la Commonwealth, els francesos, els polonesos i els nord-americans obrir-se camí cap a la vall del riu Liris, i un cop al Liris, fins a Roma.
Cassino era un petit poble italià a la vora del riu Rapido al centre de la Línia Gustav, en una zona muntanyosa, coronat per una muntanya on s'alçava una abadia i monestir benedictí, del segle vi.
Curiosament, el monestir no estava ocupat per tropes alemanyes. Les úniques unitats alemanyes que tancaven el pas al Liri en Cassino es trobaven desplegades al poble, en haver-se acordat pel comandament germànic que el monestir era un monument històric i no havia de ser convertit en fortalesa. Va ser un error d'apreciació aliat el que va convertir Monte Cassino en una fortalesa. Convençuts que els alemanys havien fortificat el monestir, van llançar un terrorífic atac aeri sobre el mateix el 15 de febrer de 1944. En els seus edificis, els únics ocupants eren monjos i civils de Cassino que havien acudit a refugiar-se en aquell sant lloc. (Això no va ser reconegut com un gran error per Estats Units fins a 1969).
L'atac va consistir en vuit onades successives, amb 240 bombarders llançant gairebé 600 tones d'alt explosiu sobre l'abadia. Tots els edificis van quedar destruïts, i el lloc ple de forats i cràters.
Fins a l'11 de febrer, les tropes alemanyes que defensaven Cassino no eren Paracaigudistes, sinó Granaders Panzer de la 15a divisió de la Wehrmacht. Ocupaven aquestes posicions des de desembre de 1943, i no tenien intenció de lliurar als seus enemics.

## Inici de l'atac
Quan es parla de Cassino tothom recorda la defensa duta a terme pels paracaigudistes alemanys, però només alguns saben que la primera fase de la defensa de l'àrea va ser duta a terme per Granaders Panzer amb notable èxit.
El 20 de gener de 1944, el general Mark Wayne Clark va ordenar que la 36a Divisió d'Infanteria nord-americana al costat d'elements de la Guàrdia Nacional de Texas, intentessin travessar el riu ràpid. Clark havia assumit que hauria pèrdues elevades, però ningú imaginava la carnisseria que es va produir. Durant hores, l'artilleria nord-americana i la seva aviació tàctica van castigar les posicions de la 15a Divisió Panzergrenadier (que a més estava incompleta perquè alguns dels seus elements havien estat cridats com a reforços en altres sectors del front). Confiats que el càstig hauria estat terrible per als defensors, els infants van deixar les seves posicions i van començar a preparar l'encreuament del riu amb llanxes d'assalt.
Quan bona part de les tropes nord-americanes estaven en aquesta tasca, els granaders panzer, que havien sabut acollir durant els bombardejos, van obrir foc amb armes automàtiques i morters. En pocs minuts, a la riba sud del ràpid s'amuntegaven els morts i ferits nord-americans. Va ser una carnisseria tan gran que sense ni tan sols haver arribat als punts d'encreuament i abordat els seus punts, els assaltants ja patien un 25% de baixes (més de 500 morts).
Només uns pocs escamots i companyies incompletes van arribar a la riba nord, però un cop allà, van quedar aïllats buscant recer desesperadament davant l'allau de foc que se'ls venia damunt i no van poder consolidar el cap de pont.
Malgrat les terribles pèrdues, el general Mark Wayne Clark va ordenar tornar a intentar l'encreuament, assumint que els defensors alemanys també haurien patit pèrdues difícils de reposar i va ordenar un segon intent d'encreuament la nit del dia 21 al 22 de gener.
Emparats per la foscor, tot i les terribles baixes, un batalló complet va aconseguir arribar a la riba enemiga i bastir dos ponts, però els alemanys, adonant-se que amb els ponts operatius arribarien ràpidament reforços i perdrien les seves posicions, van contraatacar a la meitat de la nit. Recolzats per canons bé atrinxerats que disparaven directament contra les posicions enemigues estimades, els granaders polvoritzar a nord-americans. Va ser tal la matança del batalló, que només van sobreviure algunes companyies incompletes que per salvar la vida van haver de retrocedir novament fins a la riba sud abandonant els ponts i el material.
El general Frido von Senger va preguntar a la 15a Panzergrenadieren per la situació i si podrien resistir l'atac enemic. La resposta va ser: "Els destacaments d'assalt de l'enemic que van travessar el riu han estat aniquilats". El Congrés dels Estats Units va ordenar una investigació dels fets creant-se una Comissió d'Investigació poc després d'acabar la guerra. La Comissió va exonerar el general Clark.

## Nou atac de les tropes aliades
Perquè vegin la tossuderia de Clark, només produir el desastre de la 36a Divisió, el 24 de gener, va ordenar que el Rapido fos creuat de nou aquest cop per la 34a Divisió, permetent reorganitzar a la 36a.
Es va triar una zona del riu on la poca profunditat facilitaria la cruïlla dels infants i el material, al nord del poble de Cassino. La idea era que després de creuar el Rapido, la força es dividís en dos grups, un que atacaria Cassino i un altre que intentaria arribar als turons que donen pas a la vall del Liris. Per donar suport als atacants, els nord-americans van decidir emprar carros de combat amb la 34a Divisió.
Els alemanys, coneixedors que l'enemic intentaria travessar el riu, van volar una presa provocant el desbordament del riu i convertint les dues ribes en un fangar. Quan els carros juntament amb la infanteria van avançar cap al riu, vint carros van quedar atrapats completament en el fang i van haver de ser abandonats. Tot i que aquesta vegada es va aconseguir dominar part de la riba alemanya, els granaders panzer havien minat les vessants de les muntanyes que seguien al riu, i construït diversos llocs fortificats que es van cobrar un fort peatge en vides enemigues. Gràcies al suport dels carros de combat, els homes de la 34a Divisió van aconseguir assolir els ravals de Cassino, però allà van ser finalment detinguts de nou per foc concentrat de canons anticarro i de metralladores. Aquesta situació va durar gairebé una setmana.
A principis de febrer, un batalló nord-americà va aconseguir el turó 445, a només 360 metres de l'abadia de Monte Cassino, però novament, els granaders panzer van contraatacar i els van obligar a abandonar el cim i replegar-se.
Els nord-americans estaven exhausts i havien perdut la seva empenta. Les pèrdues s'acumulaven. Es va decidir llavors que tropes colonials franceses del Cos Expedicionari Francès (excel·lents soldats de muntanya) que es trobaven a 3 quilòmetres al nord de la 34a Divisió intentessin unir-se a aquesta per pressionar sobre els alemanys. Els francesos van conquistar muntanya Belvedere, però quan els quedava poc tros per enllaçar amb els nord-americans els granaders panzer van aconseguir detenir el seu avanç definitivament.
Les tropes alemanyes estaven esgotades, i hi ha informes que escassejaven els queviures i les municions. Al gener i febrer va fer molt fred i va ploure abundantment i els soldats d'ambdós bàndols estaven esgotats.

## Re-ordenament
L'11 de febrer es va decidir finalment cancel·lar la fracassada ofensiva, però per llavors les baixes aliades assolien la xifra de 4.200 nord-americans i 2.500 francesos caiguts en acció. A canvi, s'havia pres muntanya Belvedere i s'havia creuat el Rapido però sense haver aconseguit avançar més enllà, ni assolir Cassino ni l'abadia i molt menys la vall del Liris.
És en aquest moment quan els alemanys, orgullosos de la seva 15a Panzergrenadier Division, van decidir reforçar-la amb una altra unitat de la que esperaven molt: la 1a Division Fallschirmjäger.
Els Aliats, van decidir retirar la 34a i 36a divisions i la Guàrdia Nacional de Texas, que estaven en un estat bastant precari, i substituir-les per unitats fresques de la Commonwealth, la 4a Divisió índia i la 2a Divisió neozelandesa.
Ens trobem ara en Cassino el 13-14 de febrer. Els veterans paracaigudistes alemanys s'han desplegat al poble i les vessants properes però tenen ordres expresses de no ocupar el monestir per evitar que siguin objectius militars.

## Primer bombardeig aliat
Els Aliats, desconfiats, van decidir bombardejar Monte Cassino el 15, llançant-se 600 tones d'explosiu. En el lloc només hi havia els monjos i civils refugiats i ferits. Molts d'ells van morir en el bombardeig.
El dia 15, després de l'atac, el general Von Senger va donar per fi permís als paracaigudistes per ocupar les ruïnes de Monte Cassino i convertir-lo en un segon baluard defensiu darrere del poble.
Ara era el torn de les tropes britàniques i de la Commonwealth de demostrar si eren més capaços que els seus aliats nord-americans i aconseguirien finalment travessar la Línia Gustav.
Durant els dies 16 i 17 de febrer, la 4a divisió índia va llançar diversos valents assalts sobre Cassino i els turons propers. Les baixes van ser terribles. Si els panzergrenadiers havien demostrat no estar disposats a cedir ni un pam de terreny i contraatacar quan cal, els paracaigudistes eren encara pitjors enemics. Per posar un exemple, en l'atac a un dels turons propers al poble (cota 593), el batalló dels Royal Sussex va perdre el 50% dels seus homes, la qual cosa és una autèntica barbaritat.
Enviades les millors tropes de la Commonwealth, els fusellers de Rajputana i dos batallons dels temibles gurkhes, tampoc van aconseguir avançar i les baixes van ser novament esgarrifoses.
Només els maoris van aconseguir arribar al poble i prendre l'estació de ferrocarril, però per poc temps. El 18 de febrer, la ja foguejada 15a Pl. Gr va llançar un contraatac a càrrec del 211 Regiment de Granaders Panzer juntament amb alguns canons d'assalt i va expulsar els maoris del poble una altra vegada.
A partir del 18, va començar a nevar copiosament i es va aturar l'atac britànic, que a més de no aconseguir cap avanç, havia suposat ja centenars de morts i ferits per les seves unitats. Era evident que la Wehrmacht no estava disposada a cedir i que contraatacaria qualsevol que fossin les circumstàncies on fes falta.
Fins al 15 de març no es va reprendre l'assalt aliat sobre Cassino, novament encapçalat pels britànics. Per aniquilar als defensors del poble, es va preparar l'ofensiva amb un bombardeig previ de 500 avions que van llançar sobre el petit nucli urbà i voltants, 1000 tones d'explosius.
Per si no n'hi hagués prou, l'artilleria va llançar altres 2.500 tones més de projectils. El sòl va tremolar en 10 km a la rodona com si es tractés d'un terratrèmol.
No podia haver supervivents. No va quedar ni un sol edifici en peu i els cràters se superposaven els uns als altres en un espectacle dantesc, semblant al paisatge lunar.
A hores d'ara de la batalla, la 15a Panzergrenadier Division havia estat rellevada pels paracaigudistes. En Cassino, els defensors van suportar hores de bombardeig amagats en soterranis i clavegueres. Alguns van quedar enterrats en vida i per descomptat, molts altres van morir.
L'atac que va seguir al bombardeig el van portar a terme neozelandesos, que incrèduls davant el que veien els seus ulls, van comprovar com els paracaigudistes tornaven a ocupar les seves posicions obrint foc amb fusells, metralladores i morters contra ells. L'Hotel Excelsior va ser un dels llocs elegits pels paracaigudistes per resistir. I finalment, els neozelandesos, com abans nord-americans, francesos, britànics i indis, es van haver de retirar i abandonar el poble. Durant nou dies i nou nits, els paracaigudistes van delmar sis batallons neozelandesos, un darrere l'altre cada vegada que pretenien prendre la població.
El batalló de gurkhes de la divisió, va aconseguir enfilar-se fins a un turó darrere del poble i ja prop de l'abadia, el Turó del Botxí i un altre batalló indi va arribar el Pujol del Castell, també propera. Però els paracaigudistes van aconseguir aïllar allà i causar baixes a poc a poc, fent la situació insostenible.
El dia 23 de març, més d'un mes després de l'inici de l'assalt, el general Harold Alexander va ordenar avortar l'ofensiva. Els gurkhes i els indis aïllats van aconseguir retirar-se dels turons on havien quedat aïllats però deixant un rastre de cadàvers en el camí.
En aquesta ofensiva, l'artilleria aliada va emprar 600.000 projectils, per no aconseguir absolutament res. Només entre el Pujol del Castell i l'estació de Cassino, es van comptabilitzar 2.000 morts propis.
El general Alexander va reconèixer la talla dels paracaigudistes alemanys enemics amb les següents paraules:  "És extraordinària la tenacitat d'aquests paracaigudistes alemanys. Van estar sotmesos a tota la força aèria del Mediterrani sota la major concentració de potència de foc que s'ha vist mai. Dubto que hi hagi altres tropes al món que haguessin pogut aixecar-se i seguir lluitant amb aquella ferocitat ". Això, amb tota seguretat, incloïa a les seves pròpies tropes.
El següent capítol en aquesta sagnant història ho escriurien els polonesos del II Cos d'Exèrcit, acèrrims i rancorosos rivals dels alemanys. Ni nord-americans, ni francesos, ni britànics, ni indis, ni neozelandesos, ni gurkhes, havien aconseguit sotmetre Cassino.
L'11 de maig, els polonesos després de l'habitual barrera artillera es van llançar a l'atac. Van ocupar una cresta a 1500 metres de l'abadia (cap a l'est) anomenada Cresta Fantasma (cota 593). Tot i les baixes acumulades i del volum de foc, els paracaigudistes van organitzar un nou contraatac obligant l'enemic a (per enèsima vegada) abandonar la seva conquesta, retrocedint els polonesos amb gran nombre de baixes.
Però Cassino formava part d'una línia defensiva, la Línia Gustav, i malgrat la resistència de la 1a Divisió Paracaigudista, altres unitats de la Wehrmacht en altres sectors no van poder resistir prou. Les 94a i 71a Divisions de la Wehrmacht van acabar cedint i els subsegüents avenços aliats van posar en greu perill de quedar tancats als defensors de Cassino i del monestir. El 17 de maig, Albert Kesselring va ordenar, satisfet i orgullós, que la 1a Divisió abandonés les seves posicions. L'evacuació es va fer de nit i en ordre, encara que no van poder carregar amb els ferits.
El matí del dia 18 de maig, tropes poloneses van prendre el poble i van coronar Monte Cassino sense oposició. Només van trobar cadàvers, ferits i dos metges militars alemanys.

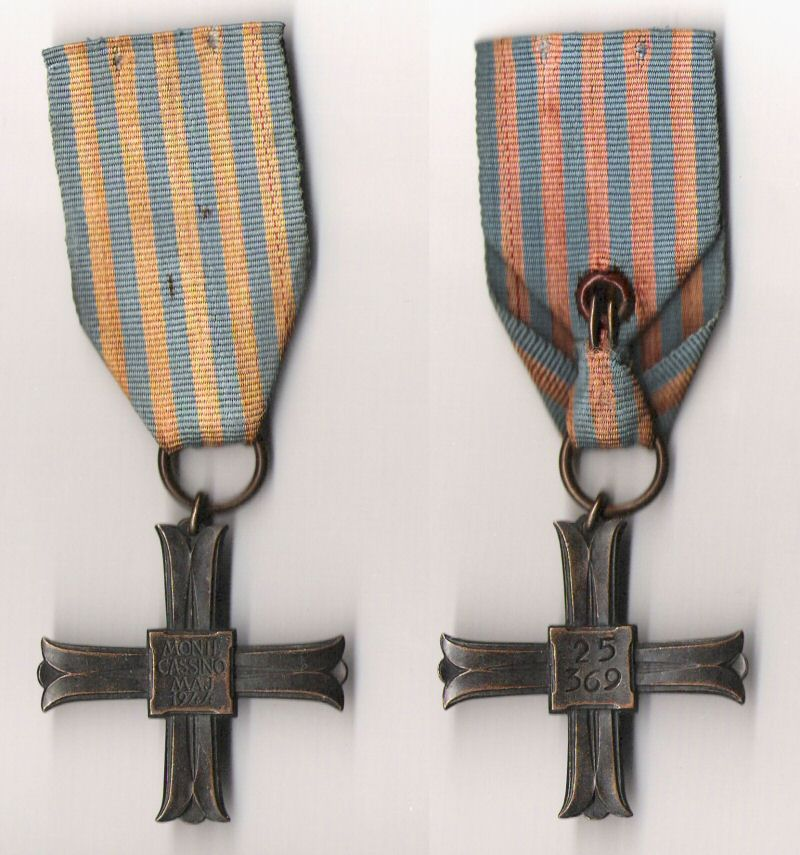
Creu de Montecassino
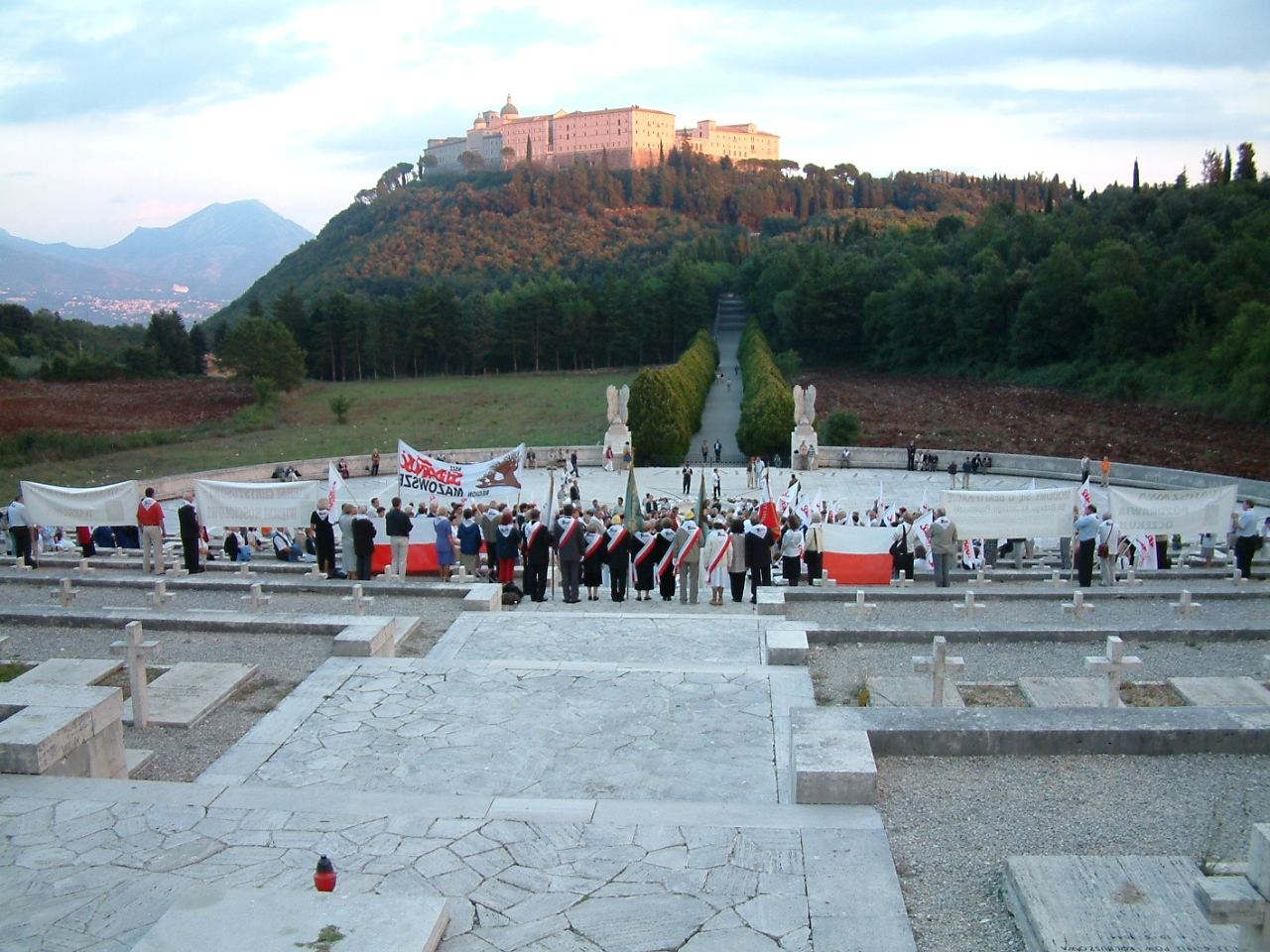
Cementiri Polonès amb el monestir reconstruït al fons